# آلفونس یولن
آلفونس یولن (انگلیسی: Alfons Julen; ۲۰ فوریهٔ ۱۸۹۹ – مه ۱۹۸۸) اسکی‌باز صحرانوردی اهل سوئیس بود.